# Paxillaceae
Famille
Les Paxillaceae (Paxillacées) ou Clade des Paxillinae sont une famille de champignons de l'ordre des boletales.

## Description
Les Paxillaceae, comme Paxillus involutus, contiennent un certain nombre d'espèces qui ont été impliquées dans des intoxications mortelles.

## Phylogramme des Bolétales
- Agaricomycetidae
  - Boletales ou Clade des Bolets
    - Clade des Tapellinae
      - Tapinellaceae

    - Clade des Coniophorineae
      - Serpulaceae - Mérule pleureuse
        - Coniophoraceae
        - Hygrophoropsidaceae
          - Gomphidiaceae
            - Gomphidius

          - Paxillaceae - Clade des Paxillineae
            - 
              - Alpova sp.
              - Austrogaster, Position probable
              - Melanogaster sp.
              - Paxillus sp.
                - Paxillus involutus -  Paxile enroulé

              - Sarcopaxillus, Position probable
              - Gyrodon sp.
              - Paragyrodon, Position probable
              - Hydnomerulius sp.

            - Sclerodermataceae Clade des Sclerodermatineae
            - Suillaceae Clade des Suillineae
            - Boletaceae Clade des Boletineae
              - Boletus -  Cèpes
              - Leccinum sp.

  - Clade des Agaricales (ou Clade des Euagarics)

## Taxons subordonnés
D'après la 10e édition du Dictionary of the Fungi (2007), cette famille comprend les genres suivants :
- Alpova  C.W. Dodge 1931
- Austrogaster  Singer 1962
- Gyrodon  Opat. 1836
- Hydnomerulius  Jarosch & Besl 2001
- Meiorganum  R. Heim 1966
- Melanogaster  Corda 1831
- Paragyrodon  (Singer) Singer 1942
- Paxillus  Fr. 1836
- Sarcopaxillus  Zmitr., V. Malysheva & E. Malysheva 2004